# Nives Jelovica
Nives Jelovica(ex Mladenić), najtrofejnija hrvatska boćarica, članica Labina, boćarskog kluba.
Boćarica Labina Nives Jelovica je na 26. izboru najboljih sportaša Istarske županije održanom u Puli drugu godinu uzastopce proglašena za najbolju sportašicu Istre po izboru Sportske zajednice Istarske županije.
Na Svjetskom prvenstvu u boćanju za žene u kineskom gradu Jiaxing 2018.g. u disciplini par klasično, zajedno s klupskom kolegicom Tanjom Grubišom, osvaja brončanu medalju. To je prva svjetska medalja u povijesti hrvatskog ženskog boćanja koja je osvojena u disciplini par klasično.
U španjolskoj Tarragoni na Mediteranskim igrama 2018.g. osvaja zlatnu medalju u preciznom izbijanju deklasiravši konkurenciju koja protiv sjajne Nives nije imala ni milimetar izgleda. U finalu je pobijedila Francuskinju 29:17. Tim rezultatom izjednačila je rekord mediteranskih igara u disciplini precizno izbijanje. Na svečanom zatvaranju XVIII. mediteranskih igara na stadionu Nou Estadi del Gimnàstic u Tarragon Jelovici je pripala čast nositi hrvatsku zastavu.
Na Europskom prvenstvu u boćanju za žene u talijanskom Saluzzu 2017.g. skupa s klupskom kolegicom Tanjom Grubišom u disciplini par klasično osvaja zlatno odličje. U završnom dvoboju pobijedile su talijanski par s 11:5.  Savez sportova Istarske županije proglasio ju je najboljom sportašicom Istarske županije za 2017.godinu.
Na Europskom prvenstvu u boćanju za žene u talijanskom Saluzzu 2015.g. osvaja srebrnu medalju u disciplini pojedinačno klasično.
2014.g. na Svjetskom prvenstvu u boćanju za žene u francuskom Maconu obranila je naslov svjetske prvakinje u disciplini pojedinačno klasično. U preciznom izbijanju na istom prvenstvu osvaja srebrnu medalju.
2012.g. sa svjetskog prvenstva u boćanju u turskoj Manisi, Nives Mladenić, članica boćarskog kluba Kastav osvojila je zlatnu medalju u disciplini pojedinačno klasično nakon što je u finalu pobijedila Talijanku Caterinu Ventoran 13:6.
Rezultati sa svjetskih i europskih prvenstava prije 2012.godine:
- zlato na SP 2000. Pamier, Francuska- bližanje i izbijanje u krug
- bronca na SP 2004. Montmorency, Francuska - bližanje i izbijanje u krug
- bronca na SP 2006. Wenzhou, Kina- bližanje i izbijanje u krug
- dvije bronce na SP 2010., St.Vulbas, Francuska - pojedinačno klasično i brzinsko izbijanje
- zlato i srebro na EP 2011., Rogaška slatina, Slovenije - zlato u pojedinačnom klasičnom, srebro u brzinskom izbijanju